# Critérium National de la Route 1969
Il Critérium National de la Route 1969, trentottesima edizione della corsa, si svolse il 23 marzo su un percorso di 264 km, con partenza e arrivo a Évreux. Fu vinto dal francese Gilbert Bellone della Bic davanti ai suoi connazionali Raymond Delisle e Georges Chappe.

## Ordine d'arrivo (Top 10)
| Pos. | Corridore         | Squadra                   | Tempo    |
| ---- | ----------------- | ------------------------- | -------- |
| 1    | Gilbert Bellone   | Bic                       | 6h47'28" |
| 2    | Raymond Delisle   | Peugeot-BP-Michelin       | a 1'47"  |
| 3    | Georges Chappe    | Mercier-BP-Hutchinson     | a 1'52"  |
| 4    | Cyrille Guimard   | Mercier-BP-Hutchinson     | a 2'01"  |
| 5    | Roland Berland    | Bic                       | a 2'03"  |
| 6    | Raymond Riotte    | Mercier-BP-Hutchinson     | s.t.     |
| 7    | Jean Jourden      | Frimatic-Viva-de Gribaldy | s.t.     |
| 8    | Christian Raymond | Peugeot-BP-Michelin       | s.t.     |
| 9    | Raymond Poulidor  | Mercier-BP-Hutchinson     | s.t.     |
| 10   | Bernard Guyot     | Sonolor-Lejeune           | s.t.     |